# Konrad Hille
Konrad Hille (ur. w 1955) – niemiecki lekarz, dr n. med., dr h.c. Uniwersytetu w Twerze, specjalista w zakresie okulistyki, pionier w zakresie badań nad keratoprotetyką

, wykładowca, szef kliniki okulistycznej szpitala w Offenburgu, w Badenii - Wirtembergii, w Niemczech.

## Życiorys naukowy
Medycynę studiował na uniwersytetach we Fryburgu Bryzgowijskim, Moguncji i Heidelbergu. Dyplom lekarza medycyny otrzymał w 1981, specjalizację z okulistyki ukończył w 1990. Pracował w klinice sanatoryjnej w Bad Wildungen, szpitalu w Sigmaringen, Klinice Okulistycznej Szpitala Miejskiego we Frankfurcie - Höchst oraz Uniwersytetu Kraju Saary w Homburgu. Od 2005 kieruje kliniką okulistyczną szpitala w Offenburgu. Stworzył znaną placówkę specjalizującą się we wszczepianiu keratoprotez i leczeniu wad wzroku.
Swoje prace publikował w takich czasopismach jak m.in.: „Graefe's Archive for Clinical and Experimental Ophthalmology”, „Ophthalmologe” oraz w „Klinice Ocznej”. Współpracuje z Państwowym Uniwersytetem w Twerze. Zaś przypadki przywracania wzroku dzięki stosowaniu keratoprotez są nagłaśniane przez prasę
Należy do kilku stowarzyszeń okulistycznych i towarzystw naukowych, w tym Niemieckiego Towarzystwa Okulistycznego (niem. Deutsche Ophthalmologische Gesellschaft, DOG) oraz Association for Vision and Ophthalmology (ARVO).